# بیمارستان دارالشفا (میرجاوه)
بیمارستان دارالشفا بیمارستانی است درمانی واقع در شهر میرجاوه، استان سیستان و بلوچستان وابسته به دانشگاه علوم پزشکی زاهدان است.